# Ingrer

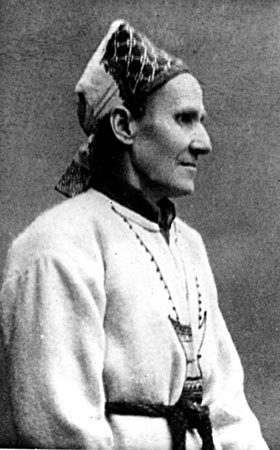
Ingriska runosångaren Larin Paraske

Ingrer (ingriska: inkeroine, ižora eller ižoralaine; finska: inkerikot; estniska: isurid), är ett östersjöfinskt folkslag som tillsammans med voterna är den ursprungliga befolkningen i Ingermanland. Det bor fortfarande kvar en liten folkspillra i västra Ingermanland, mellan Narva och Neva. De ortodoxa ingrerna (engelska: izhorians) skall inte förväxlas med ingermanlandsfinnar (engelska: ingrians), som är lutheraner och talar en finsk dialekt, ingermanlandsfinska. Ingrernas språk, ingriskan, som liksom finskan tillhör den östersjöfinska språkgruppen, används i huvudsak av den äldre generationen. Ingriskan är gravt utrotningshotat.
År 1989 registrerades 820 ingrer, varav 302 talade deras finsk-ugriska språk, (ingriska). Enligt 2002 års folkräkning, fanns 327 ingrer i Ryssland. 
Ingrer och voter är huvudsakligen ortodoxa. Många av ingrerna och voterna försvann spårlöst och avrättades och skickades till arbetsläger under Stalins direktiv.